# Плейстоцен
| система                                                                          | отдел      | ярус               | Ниж. граница, млн лет |
| -------------------------------------------------------------------------------- | ---------- | ------------------ | --------------------- |
| Антропоген                                                                       | Голоцен    | Мегхалайский       | 0,0042                |
| Антропоген                                                                       | Голоцен    | Северогриппианский | 0,0082                |
| Антропоген                                                                       | Голоцен    | Гренландский       | 0,0117                |
| Антропоген                                                                       | Плейстоцен | Верхний            | 0,129                 |
| Антропоген                                                                       | Плейстоцен | Тибанийский        | 0,774                 |
| Антропоген                                                                       | Плейстоцен | Калабрийский       | 1,80                  |
| Антропоген                                                                       | Плейстоцен | Гелазский          | 2,58                  |
| Неоген                                                                           | Плиоцен    | Пьяченцский        | больше                |
| Деление и золотые гвозди в соответствии с IUGS по состоянию на декабрь 2024 года |            |                    |                       |

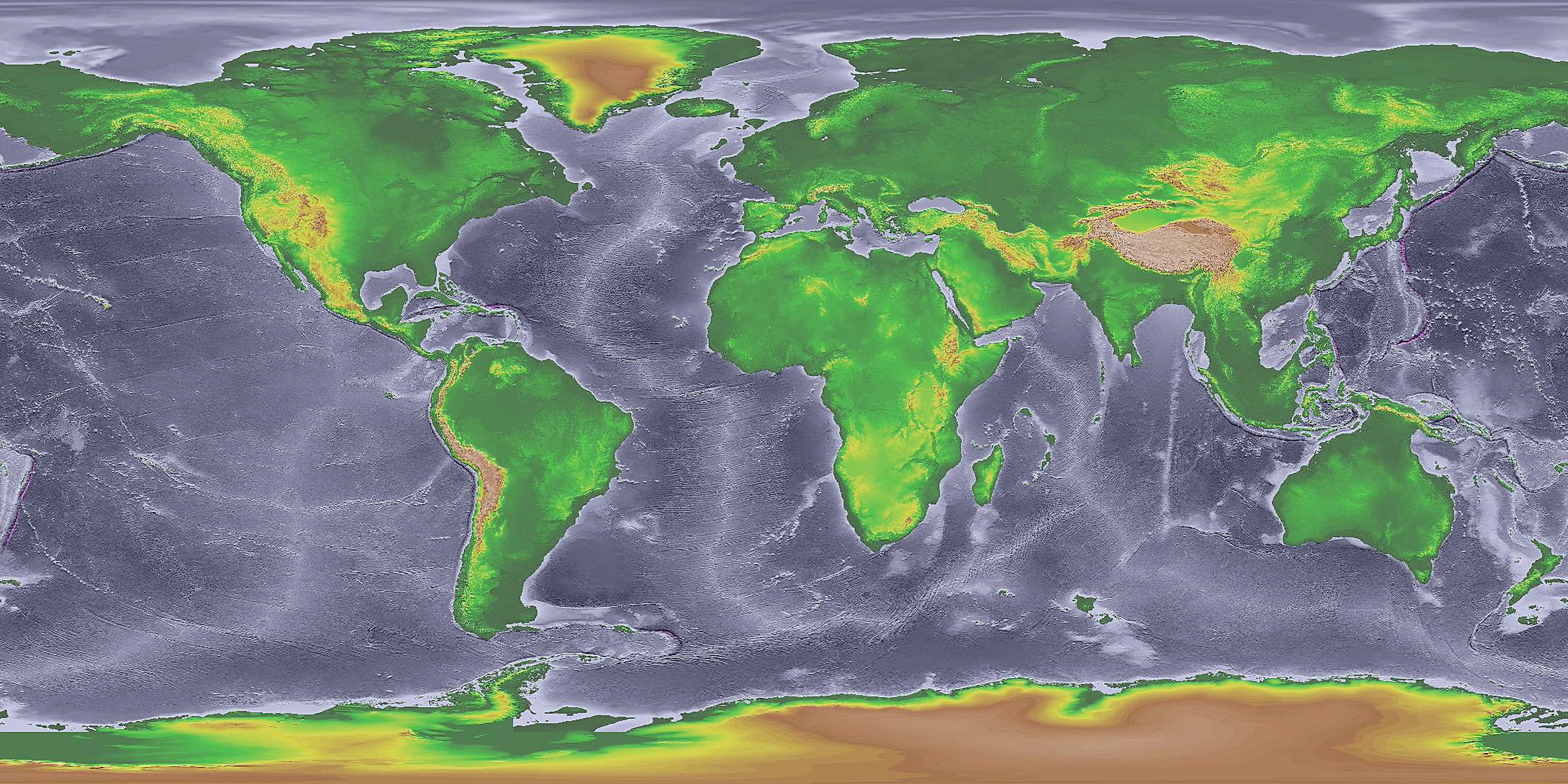
За плейстоцен литосферные плиты не смещались существенным образом; в то же время многократные изменения уровня мирового океана существенно влияли на очертания береговых линий

Плейстоце́н (англ. Pleistocene, от др.-греч. πλεῖστος — самый многочисленный и καινός — новый, современный), часто неформально именуется «ледниковым периодом», — эпоха четвертичного периода, начавшаяся 2,588 миллиона лет назад и закончившаяся 11,7 тысяч лет назад. Плейстоценовая эпоха началась после пьяченцского века плиоцена и сменилась голоценом. В стратиграфии имеет статус отдела. Подразделяется на гелазский, калабрийский, тибанийский и «верхний» ярусы. 
В Общей стратиграфической шкале России плейстоцен подразделяют на гелазский ярус, эоплейстоцен и неоплейстоцен.

## История термина
Автор термина — шотландский геолог и археолог Чарльз Лайель, предложивший разделить третичный период на четыре геологических эпохи (включая древний и новый плиоцен) в первом томе его книги «Основы геологии» (1830). В 1839 году он предложил использовать термин «плейстоцен» для нового плиоцена. Кроме того, в литературе встречается устаревшее наименование древнечетвертичный период.

## Инверсии
Началу плейстоцена соответствует магнитная инверсия Гаусс — Матуяма. Эта граница отделяет пьяченцский ярус от гелазского. Эпизод Олдувай во время магнитной эпохи Матуяма длился с 1,968 млн лет назад до 1,781 млн лет назад. Эпизод Харамильо длился в период с 1,073 млн лет назад до 991 тыс. лет назад (по другим данным — с 990 тыс. лет назад до 950 тыс. лет назад). Палеомагнитная стратиграфическая граница Брюнес — Матуяма приурочена к концу калабрия и границе эоплейстоцена и неоплейстоцена (0,781 млн лет назад).
Палеомагнитный экскурс Лашамп-Каргаполово произошёл 41400 ± 2000 лет назад. Для экскурса Laschamp установлено десятикратное падение интенсивности геомагнитного поля. Палеомагнитный экскурс Моно сопровождался похолоданием и падением уровня мирового океана и соответствует временному промежутку от 33 300 до 31 500 лет назад (GISP2) или от 34 000 до 32 000 лет назад (откалибровано с помощью CalPal).

## Животный мир
Для Евразии и Северной Америки плейстоцен был характерен разнообразным животным миром, в который входили мамонты, шерстистые носороги, пещерные львы, бизоны, яки, гигантские олени, дикие лошади, верблюды, медведи (как существующие ныне, так и вымершие), гигантские гепарды, гиены, страусы, многочисленные антилопы. У многих животных холодных регионов планеты (например, у мамонта и шерстистого носорога) появился густой шёрстный покров и толстый слой подкожного жира. На равнинах паслись стада оленей и лошадей, на которых охотились пещерные львы и другие хищники. Человек прямоходящий появился в Африке около 2 млн лет назад, начал расселяться по югу Евразии, вплоть до Китая и Европы, в период 1,8—1 млн лет назад (например, дманисский гоминид, синантроп). А приблизительно 180 тысяч лет назад на животных начали охотиться и более современные люди — неандерталец,
и человек разумный.
В позднем плейстоцене большая часть существовавшей мегафауны вымерла. В Австралии исчезли сумчатые львы и дипротодоны — самые крупные (размером с носорога) сумчатые, когда-либо существовавшие на Земле. Предполагается, что вымирание вызвали первобытные охотники в конце последнего ледникового периода, либо вымирание произошло в результате изменения климата или комбинации этих факторов.
Эпоха плейстоцена лучше всего представлена палеонтологией Флориды, особенно той части, которая касается млекопитающих, среди которых короткомордые медведи, саблезубые кошки, глиптодонты, мамонты, мастодонты, гигантские наземные ленивцы и волки. 

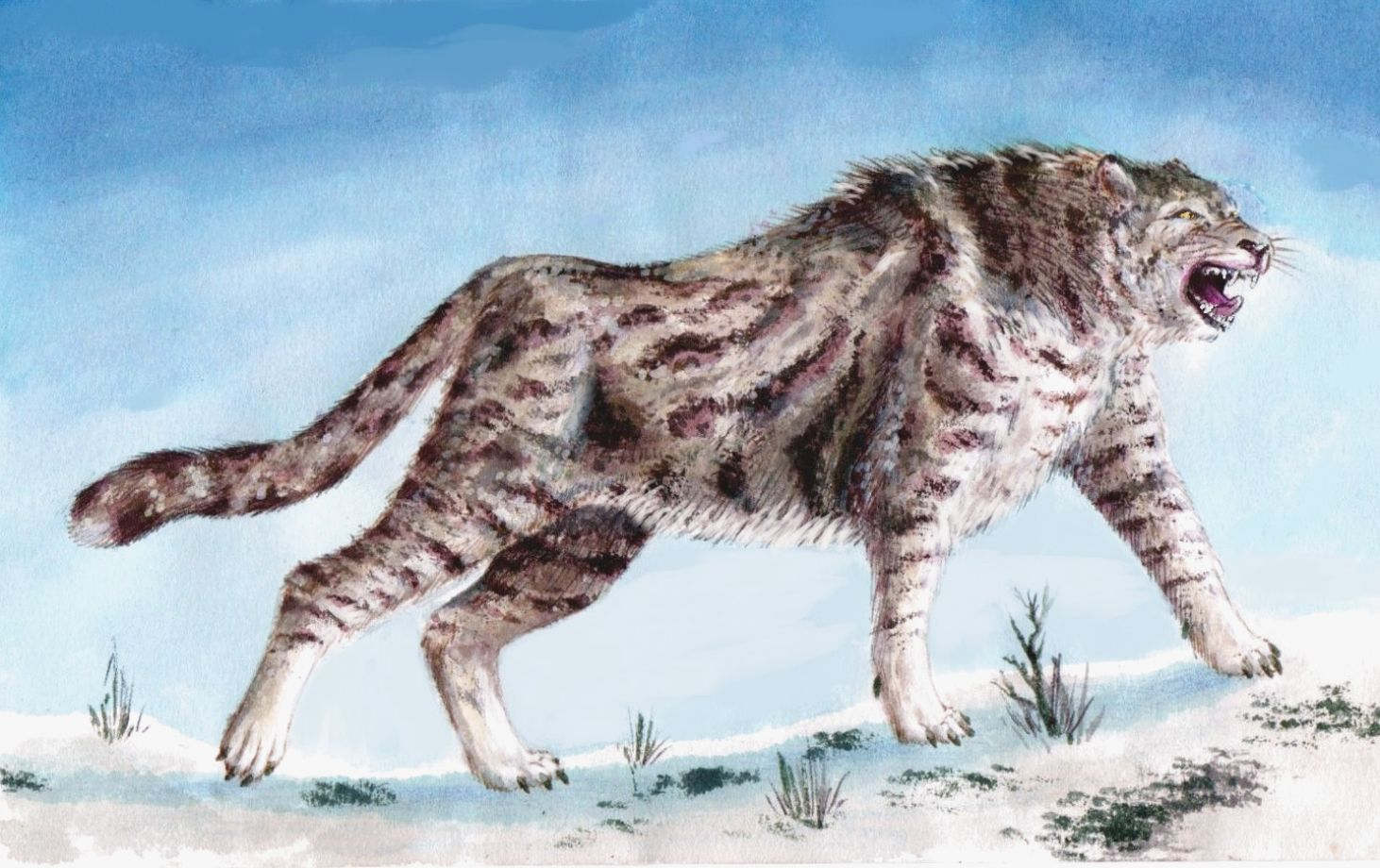
Гигантский гепард
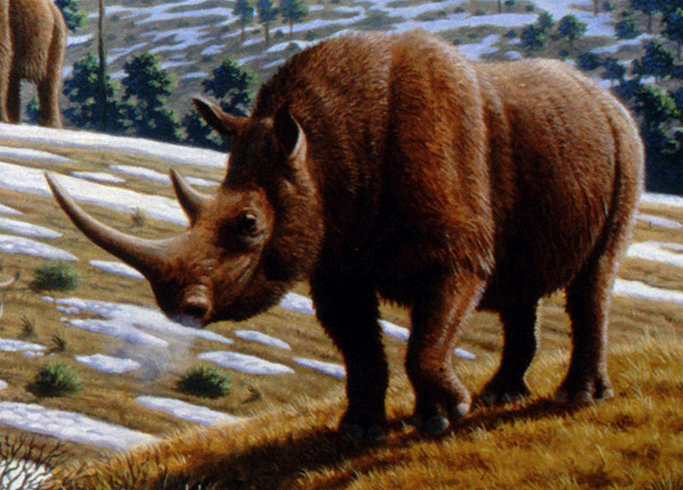
Шерстистый носорог
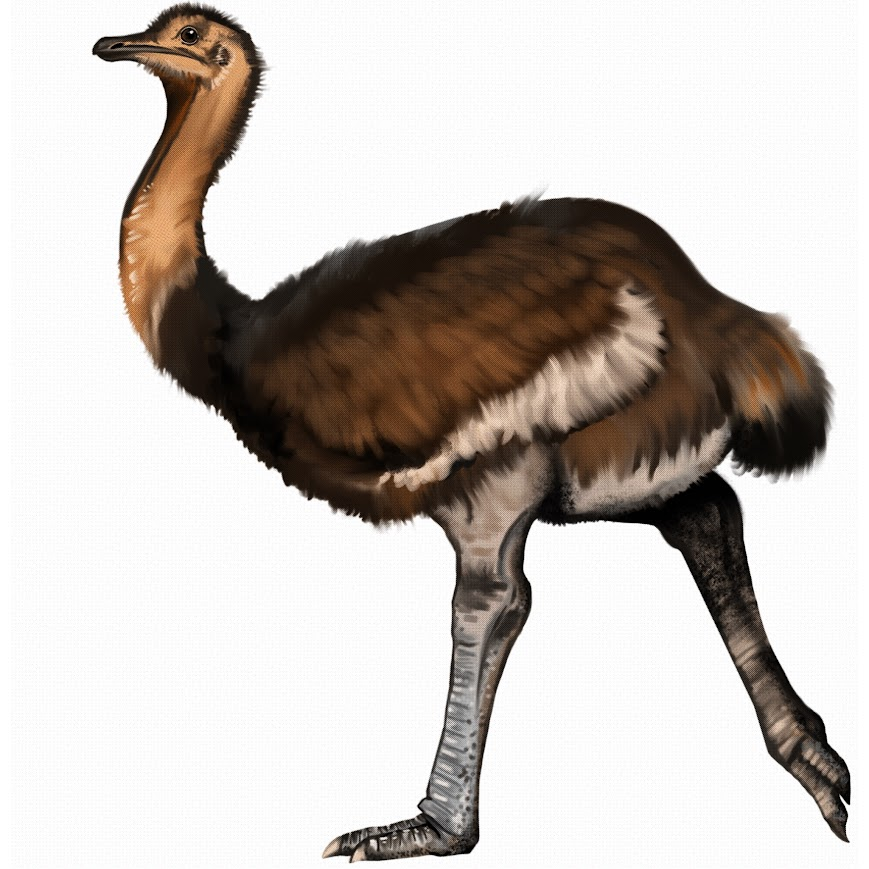
Struthio dmanisensis
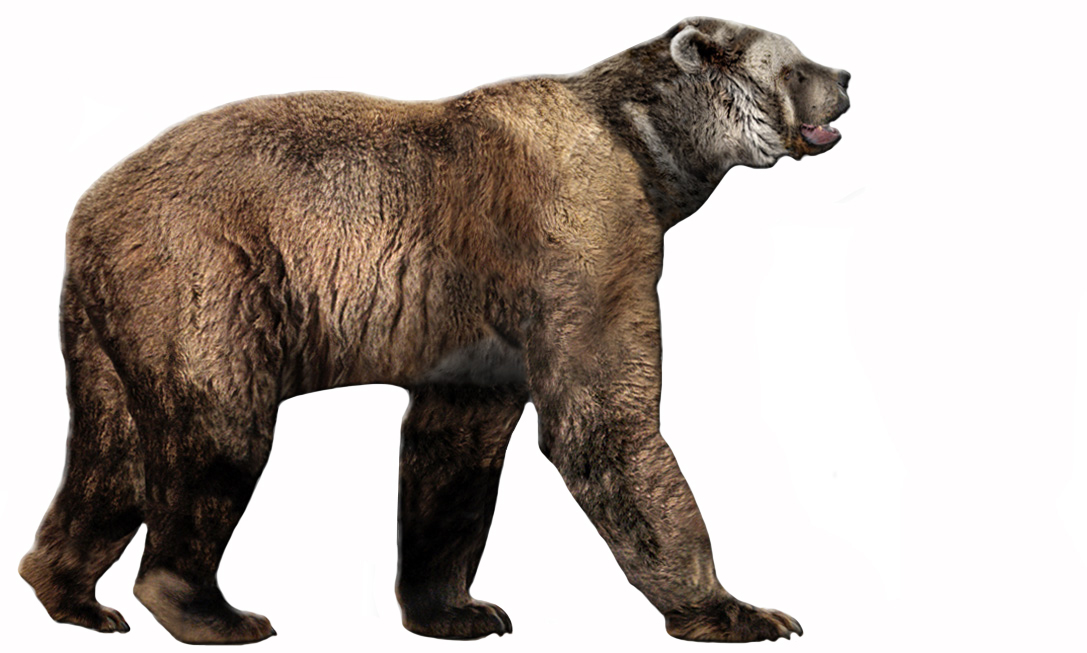
Гигантский короткомордый медведь
Неандерталец

## Климат в плейстоцене

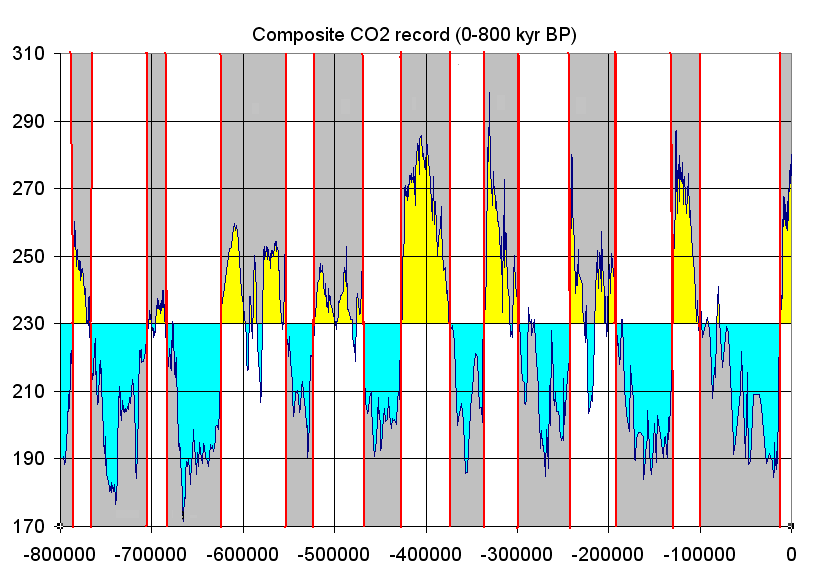
Оценка атмосферного CO_{2} по ледовым кернам Антарктики

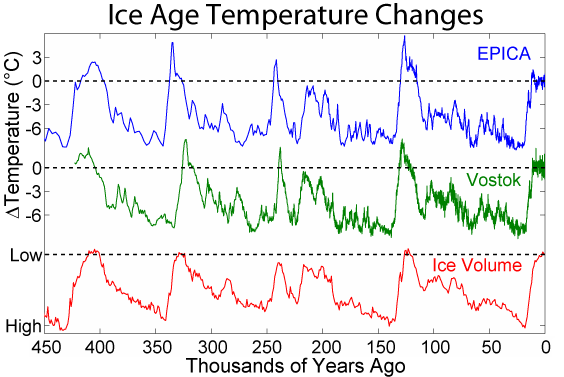
Оценки температуры и темпов льдообразования в плейстоцене

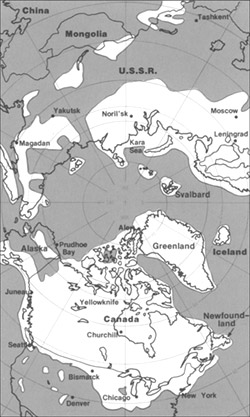
Максимальное оледенение в плейстоцене

В течение 2 млн лет на планете многократно чередовались очень холодные и относительно тёплые отрезки времени. В холодные промежутки, которые продолжались примерно 40 тысяч лет, континенты подвергались нашествию ледников — такие отрезки времени называются ледниковыми периодами (гляциалами). Начало первого такого периода считается началом плейстоцена. В промежутках с более тёплым климатом, называемым межледниковьями (интергляциалами), льды отступали, и уровень мирового океана поднимался.
Наступления ледников и потепления на разных материках происходили по-разному, что затрудняет периодизацию плейстоцена. В отдельных районах случались локальные потепления (интерстадиалы), сменявшиеся локальными похолоданиями (стадиалы).
Межледниковый период, пик которого пришёлся на 1,366–1,353 млн л. н., а температура поверхности океана достигала 20 °С, во время морской изотопной стадии 34 (около 1,154–1,123 млн л. н.) сменился оледенением, длившимся примерно 31 тысячу лет, пик экстремального похолодания которого пришёлся примерно на 1,127 млн л. н., когда на 95 % ослабла атлантическая меридиональная циркуляция, а температура поверхности океана опустилась до 5,6 °С.
1250—700 тыс. л. н., во время среднеплейстоценового перехода, в Беринговом море резко изменилась картина циркуляции воды, так как Берингов пролив был перегорожен ледниковым щитом, и потерявшая сток в Северный Ледовитый океан холодная вода, образующаяся в Беринговом море из-за таяния льда, оказалась заблокированной в Тихом океане.
Около 800 тыс. л. н. парциальное давление кислорода, в соответствии с исследованиями состава растворённых и вовлечённых газов в ледяной керн, в атмосфере Земли уменьшилось в пределах 2 % от значений содержания кислорода в настоящее время — 20,95 %. Данные наблюдения связывают с различными факторами такими, как эрозии и выветривания (силикатных пород, пирита), охлаждение вод океана (растворимость кислорода в воде увеличивается), расход кислорода воздуха на окислительные процессы (окисление углерода, в том числе органического, до углекислого газа, содержание которого выросло).
В ледниковые периоды оледенение доходило в некоторых районах до 40 параллели, общая площадь ледников составляла до 30 % поверхности суши. Ледниковый щит, достигавший толщины 1,5—3 км, удерживал огромную массу воды, падение уровня мирового океана во время оледенений достигало 70—100 м. В плейстоцене Антарктический ледяной щит обрёл современные очертания, Южные Анды были закрыты Патагонским ледяным щитом, оледенели также Новозеландские острова и Тасмания. Кордильерский и Лаврентийский ледяные щиты покрывали северо-запад и северо-восток Северной Америки соответственно. В Евразии Финно-скандинавский ледяной щит покрывал Скандинавский полуостров и Британские острова, Альпийский щит — район Альпийских гор, Сибирский щит — остальную северную Евразию. Возле ледников существовали обширные приледниковые озёра, испарение воды из которых тормозилось холодным климатом. Так, современные Большое Солёное озеро, озеро Юта, Раш и несколько других являются остатками древнего озера Бонневилль.